# WWE Draft 2004
Il WWE Draft 2004 è stato un evento della World Wrestling Entertainment svoltosi nel corso della puntata di Raw del 22 marzo 2004.

## Risultati
| Lottatore                     | Passa a   | Proviene da |
| ----------------------------- | --------- | ----------- |
| René Duprée                   | SmackDown | Raw         |
| Shelton Benjamin              | Raw       | SmackDown   |
| Mark Jindrak                  | SmackDown | Raw         |
| Nidia                         | Raw       | SmackDown   |
| Triple H                      | SmackDown | Raw         |
| Rhyno                         | Raw       | SmackDown   |
| Rob Van Dam                   | SmackDown | Raw         |
| Tajiri                        | Raw       | SmackDown   |
| Theodore Long                 | SmackDown | Raw         |
| Edge                          | Raw       | SmackDown   |
| Spike Dudley                  | SmackDown | Raw         |
| Paul Heyman                   | Raw       | SmackDown   |
| Miss Jackie                   | SmackDown | Raw         |
| A-Train                       | Raw       | SmackDown   |
| Rico                          | SmackDown | Raw         |
| Chuck Palumbo                 | Raw       | SmackDown   |
| Bubba Ray Dudley D-Von Dudley | SmackDown | Raw         |
| Triple H                      | Raw       | SmackDown   |
| Booker T                      | SmackDown | Raw         |